# 大西部鐵路公司
大西部鐵路公司（英語：Great Western Railway）是一家英國的鐵路客運公司，由第一集團（FirstGroup）所有。其服務範圍包括英格蘭的大倫敦地區、英格蘭東南部、英格蘭西南部和西米德蘭，以及南威爾士。大西部鐵路公司總部設在斯溫頓，客服總部則設在普利茅斯。現在的大西部鐵路是在2006年4月1日由三家第一集團旗下的鐵路公司合併創建的。

## 歷史
作為英國鐵路私有化的一部分，大西部城際特許經營權於1995年12月由客運鐵路特許經營總監授予大西部控股公司，並於1996年2月4日開始運營。Great Western Holdings由一些前英國鐵路經理（51%），FirstBus（24.5%）和3i（24.5%）擁有。
1998年3月，FirstGroup買斷了其合作夥伴的股份，使其擁有100%的擁有權。1998年12月，更名為 First Great Western。
2004年4月1日，First Great Western Link 開始運營泰晤士河谷的列車服務。它提供從帕丁頓到斯勞，泰晤士河畔亨利，雷丁，迪德科特，牛津，紐伯里，貝德溫，伍斯特，赫裡福德，班伯里和埃文河畔斯特拉特福的本地服務。它還運營從雷丁到蓋特威克機場（經吉爾福德和多爾金）以及從雷丁到貝辛斯托克的服務。
2006年4月1日，First Great Western，First Great Western Link 和 Wessex Trains 合併為一個新的大西部特許經營區。FirstGroup，National Express和Stagecoach入圍競標。2005年12月13日，FirstGroup贏得了特許經營權。最初，FirstGroup計劃根據路線將其服務拆分為三種等級的服務。根據員工和利益相關者的反饋，決定將所有服務重新命名為“First Great Western”。
2012年3月，Arriva，FirstGroup，National Express和Stagecoach入圍競標新的特許經營權。但2012年7月宣布，由於招標邀請（ITT）發佈較晚，特許經營權將延長。ITT從2012年7月底持續到10月。獲勝者將於 2013 年 3 月宣佈，並從 2013 年 7 月 21 日至 2028 年 7 月底開始特許經營。新的特許經營權將包括引入新的城際特快列車，運能增強和電子票務。特許經營權的授予在2012年10月再次推遲，而運輸部（DfT）審查了鐵路特許經營權的授予方式。然而在2013年1月，政府宣佈目前的特許經營權競爭已經中止，FirstGroup的合同將被延長至2013年10月。2013年10月同意將特許經營權延長兩年至2015年9月，隨後延長至2019年3月。2015年3月合同被進一步延長至2019年4月。
First Great Western 于2014年翻新的頭等車廂中引入帶有新GWR標誌而無First字樣的內飾。整個公司於2015年9月20日更名為大西部鐵路（GWR, Great Western Railway），引入了綠色塗裝，以紀念1835年至1947年間存在的前大西部鐵路。新的塗裝是在HST內飾翻新時由在Mark 3卧鋪車廂和Class 57/6機車上首次采用。
2018年5月，倫敦交通局鐵路（TfL Rail）接管了從帕丁頓到海耶斯和哈靈頓的服務，並於2019年12月接管了雷丁的一些列車服務。
2020 年 3 月，DfT 授予進一步延長至 2023 年 3 月 31 日，並可選擇再延長一年。
GWR 是受2022年英國鐵路罷工影響的幾家火車運營商之一，這是英國三十年來的第一次全國鐵路罷工。其工人是因工資和工作條件糾紛而參與罷工的主要群體之一。

## 路綫
大西部鐵路是德文郡、康沃爾郡、薩默塞特郡、布裡斯托爾、伯克郡、威爾特郡、格洛斯特郡和牛津郡的主要火車運營商，並提供大倫敦地區的部分通勤列車服務。

## 車隊

### 城際列車

#### Class 800 與 Class 802
大多數大西部鐵路城際列車服務由日立AT300家族的57輛 Class 800 列車運營。GWR在倫敦和斯溫頓、奇彭納姆、巴斯、布里斯托爾、紐波特、加的夫、斯旺西、卡馬森、切爾滕納姆、牛津、伍斯特和赫里福德等目的地之間的大部分長途服務中使用這些列車以替換老舊的Class 125。
GWR使用其36列 Class802 列車運營倫敦與德文及康沃爾郡（如佩恩頓、紐基、普利茅斯和彭讚斯）之間的大多數長途服務，其中第一列於2018年8月20日進入服務。Class 802 與同爲日立AT300的 Class 800 基本相同，唯一的關鍵區別是 Class 802 具有更高的發動機運行功率 - 每台發動機700千瓦（940馬力），而不是560千瓦（750馬力） - 並配備了更大的油箱，以應對德文郡和康沃爾郡的起伏且未電氣化的路段。

### 臥鋪列車

#### Class 43 + Mark 3
GWR使用 Class 57/6 機車牽引 Mark 3 臥鋪車廂提供往來倫敦與彭讚斯的 Night Riviera 服務。

### 泰晤士河谷與布里斯托爾地區

#### Class 165 與 Class 166
Class 165“Networker Turbo”由兩節或三節車廂構成，使用柴油驅動。GWR將其用於倫敦以西泰晤士河谷地區的短途服務。它們主要用於格林福德支線，斯勞-溫莎和伊頓線，馬婁支線和亨利支綫線等路段。它們還用於雷丁和貝辛斯托克，迪德科特公園大道和牛津或班伯里之間的服務，也有時出現在倫敦和牛津之間的服務上。一些位於布裡斯托爾的聖菲力浦沼澤車廠，在那裡的 Class 165 工作在該地區的大部分線路上，包括塞文海灘線，威塞克斯之心線，金谷線和布裡斯托爾至埃克塞特線。從2018年夏季開始，它們也將在加的夫中央到朴茨茅斯港的服務上運行。 First Great Western 曾對泰晤士河谷車隊進行了比原計劃中更徹底的翻新：列車將配備改進的照明設施，地毯，廁所和改進的座位佈局。此次翻新工程於2016年9月開始。
166型 “Networker Turbo Express”由三節車廂構成，使用柴油驅動。其類似於 Class 165，但車内佈局更之適合長途服務。Class 166 現在主要駐紮在布裡斯托爾的聖菲力浦沼澤車廠，並該地區的大部分線路上工作，包括威塞克斯主線、塞文海灘線、威塞克斯之心線、金谷線和布裡斯托爾至湯頓線。

#### Class 387
Class 387“Electrostar”是龐巴迪製造的四節車廂電力列車，具有2 + 2座位佈局，桌子，電源插座并提供免費Wi-Fi。至多三列 Class 387 可以重連成爲12節車廂的列車。Class 387 於2016年9月開始在希思羅機場快線的倫敦帕丁頓車站和海耶斯與哈靈頓之間的工作日高峰服務中投入使用。Class 387 的服務範圍於2017年5月擴展到梅登黑德，後來擴展到迪德科特公園大道，並從雷丁擴展到紐伯里。
截至2020年12月，位於伊爾福德車廠的龐巴迪運輸公司已經改裝了其中12列列車，安裝了新的頭等艙座位、Wi-Fi、行李架和車載娛樂設施，並將其用於希思羅機場快線服務。其取代了現有的 Class 332，於2020年12月29日投入使用。

## 外部連結
- 官方网站

1. ↑  . First Great Western.   [6 November 2013]. （原始内容存档于12 January 2014）.